# Distretto di Asla
Il distretto di Asla è un distretto della provincia di Naâma, in Algeria, con capoluogo Asla.

## Comuni
Il distretto di Asla comprende 1 comune:
- Asla